# 胴甲魚目
胴甲魚目（Antiarchi）是一類已經滅絕的有頜魚類，屬於盾皮魚綱，生活在志留紀早期至泥盆紀末期，也是盾皮魚綱中最原始最古老的类群；多数生活于淡水，少数种类生活于滨海中。
头和躯干前部被有骨甲，头甲和躯甲均由对称排列的甲片组成；头甲以关节同躯甲相连；眼位于头的背面，两眼靠近；胸鳍呈桨状，分成两节或不分节，表面被有甲片，以活动关节同躯甲相连；尾歪型；一或两个背鳍；感觉管为开沟式，位于甲片表面。
胴甲魚目是由美國早期著名的古生物學家愛德華·科普所命名的，雖然當時他將眼窩誤認為嘴部。

## 分类
†胴甲鱼目 Antiarchi
- †中华鱼科 Sinolepidae
- †云南鱼类 Yunnanolepiformes
  - †云南鱼科 Yunnanolepididae
  - †曲靖鱼科 Chuchinolepidae
- †真胴甲鱼类 Euantiarcha
  - †星鳞鱼亚目 Asterolepidoidei
  - †沟鳞鱼亚目 Bothriolepidoidei
    - †沟鳞鱼科 Bothriolepididae
    - †江西鱼科 Jiangxilepididae
    - †小肢鱼科 Microbrachiidae

## 外部連結
- Review of Antiarcha at Paleos